# Shikasha
『Shikasha』（シカシャ）は、2010年の日本映画。

## 内容
2010年カンヌ国際映画祭監督週間の短編部門出品の作品。

## キャスト
- 尾野真千子
- 堀部圭亮
- 谷端奏人

## スタッフ
- 監督：平林勇
- 制作：ロボット
- プロデューサー：吉上由香
- プロダクションマネージャー：横山治己
- 美術：かとうのりこ
- 音楽：渡邊崇